# Очаково (подстанция)
Электриче́ская подста́нция № 214 «Оча́ково» (ПС-214) — электроподстанция МЭС Центра ОАО «ФСК ЕЭС», крупнейший в России распределительный энергоузел. Расположена в московском районе Очаково-Матвеевское в промзоне № 37. Напряжение трансформаторов — 500/220/110/20/10 киловольт. Одна из 10 подстанций Московского энергетического кольца; кроме того, принимает и распределяет мощность, вырабатываемую на расположенной поблизости ТЭЦ-25.

## История
Подстанция «Очаково» была построена в 1952 году близ тогдашнего подмосковного рабочего посёлка Очаково. Запроектирована с установкой высоковольтного оборудования на открытом воздухе с устройствами релейной защиты и автоматики на электромеханической базе. Первоначально была рассчитана на напряжение 220 кВ. В 1955 году вошла в состав Московского энергетического кольца, для чего была модернизирована: установлены трансформаторы на 500 кВ. После ввода в эксплуатацию ТЭЦ-25 в 1978 году подстанция распределяет её мощности.
К 2008 году высоковольтное оборудование и вторичные устройства подстанции устарели. В связи с этим было принято решение о её полной реконструкции и оснащении современным оборудованием, релейной защитой и автоматизированной системой управления. При этом установленная мощность трансформаторов была увеличена более чем в 2 раза, а территория, занимаемая подстанцией, уменьшена более чем в 5 раз за счёт применения комплектных распределительных устройств высокого напряжения закрытого типа производства концерна Asea Brown Boveri. Были введены в работу комплектные распределительные устройства с элегазовой изоляцией (КРУЭ) 110, 220, 500 кВ, 4 автотрансформатора 500/220/20 кВ, 5 автотрансформаторов 220/110/20 кВ и 4 трансформатора 220/20 кВ. Обновлённая подстанция была торжественно введена в эксплуатацию 12 декабря 2008 года.
С третьего месяца 2009 года по одиннадцатый месяц 2011 года в КРУЭ была последовательно перезаведена 31 действующая ЛЭП напряжением 110, 220 и 500 киловольт, которые связывают ПС-214 с распределительной сетью и объектами генерации. Последовательное переключение действующих линий на новое оборудование позволило проводить работы без перебоев в электроснабжении потребителей.
В 2015 году было принято решение об очередной реконструкции ПС-214. Проектными предложениями предусмотрено увеличение общей площади капитальных объектов до 33700 м2, из которых площадь подстанции составит 19600 м2, а площадь проектируемого научно-технического центра «Электроцентромонтаж» — 1600 м2. По итогам реализации проекта планировки общая численность рабочих мест должна вырасти с 395 до 425.

## Параметры
- Принимает и распределяет мощность ТЭЦ-25 в размере 1 370 МВт
- Установленная мощность: 3650 МВА
- Количество силовых трансформаторов: 13
  - 4 трансформатора 500/220/20 кВ по 500 МВА;
  - 5 трансформаторов 220/110/20 кВ по 250 МВА;
  - 4 трансформатора 220/20 кВ по 100 МВА.

## Подключённые линии электропередачи
- Западная — Очаково (500 кВ)
- ОРУ ТЭЦ-26 — Очаково (500 кВ)
- Очаково — Матвеевская (220 кВ)
- Очаково — Сколково (220 кВ)
- Очаково — Никулино (220 кВ)
- Очаково — Лыково (220 кВ)
- Очаково — Красногорская (220 кВ)
- Очаково — Нововнуково (220 кВ)
- Очаково — Подушкино (220 кВ)
- Очаково — Чоботы (220 кВ)
- Очаково — Академическая (220 кВ)
- Очаково — Медведевская (110 кВ)
- Очаково — МГУ (110 кВ)
- Очаково — Мазилово (110 кВ)
- Очаково — Фили (110 кВ)
- Очаково — Вернадская (110 кВ)
- Очаково — Новокунцево (110 кВ)

## Происшествия
Основные последствия аварии в энергосистеме Москвы (веерные отключения в Москве и области) были вызваны тем, что после пожара и отключения подстанции № 510 «Чагино» устаревшее оборудование ПС-214 не справилось с возросшей нагрузкой, и были отключены 6 присоединённых к ней ЛЭП.